# 沢彦
沢彦宗恩（たくげんそうおん、生年不詳 - 天正15年10月2日〈1587年11月2日〉）は、戦国時代から安土桃山時代にかけての臨済宗妙心寺派の僧。後に大住持。

## 概要
卍元師蛮の『延宝伝灯録』によると、各地を歴参行脚した後に妙心寺東海派の泰秀宗韓の元に辿り着き、泰秀から印可を受けた。妙心寺第一座となり、それを辞した後は美濃の大宝寺の住持となった。
織田氏家臣・平手政秀の依頼により吉法師（後の織田信長）の教育係となり、信長が長じた後は相談相手となった。また、自刃した平手政秀の菩提を弔うために建立された政秀寺の開山も務めた。信長が美濃国を攻略した際には稲葉山城下の「井ノ口」について改名を進言し、中国・周の故事にならい沢彦の挙げた「岐山・岐陽・岐阜」の3つから岐阜が選ばれたとの説がある。また、信長の政策である天下布武も沢彦の進言によるともいわれる。
その後、妙心寺第39世住持となり、それを辞した後は瑞龍寺に住んだ。
天正15年（1587年）10月2日示寂。貞享3年（1686年）、「円通無礙禅師」の号が下賜された。
快川紹喜と兄弟の契りを結んでいたとされる。
なお、愛知県図書館所蔵『政秀寺古記』がほとんど唯一の資料である。